# Culver City
Culver City is een stad ten westen van Los Angeles (Californië). In 2000 woonden er 38.816 mensen. De stad is vooral bekend van de filmbedrijven die er gevestigd zijn. In het verleden waren de MGM Studios er gevestigd, de stad huisvest het hoofdkwartier van National Public Radio West en Sony Pictures Entertainment. 
Delen van de stad dienden onder meer als decor voor tientallen films van het komische filmduo Laurel en Hardy die in de jaren dertig filmden bij de befaamde Hal Roach-studio's, die ook in Culver City gevestigd waren. De straten en huizen zijn soms nog letterlijk uit de films herkenbaar. Een van die locaties is het Culver Hotel. Hier hebben ook veel andere sterren gelogeerd, zoals Clark Gable, Mickey Rooney, Greta Garbo, Judy Garland, Joan Crawford, Lana Turner, Red Skelton, Buster Keaton, Dorothy Dandridge, Douglas Fairbanks, Frank Sinatra en Ronald Reagan. Dwight D. Eisenhower had er een kantoor vanwaar hij campagne voerde bij de presidentsverkiezingen in 1952.

## Geografie
Volgens het United States Census Bureau beslaat de plaats een oppervlakte van
13,2 km², geheel bestaande uit land.

## Plaatsen in de nabije omgeving
De onderstaande figuur toont nabijgelegen plaatsen in een straal van 8 km rond Culver City.

## Geboren in Culver City
- Paul Carson (1928), arts en medische missionaris
- Ron Mael (1947), artiest
- Michael Richards (1949), acteur
- John Hencken (1954), zwemmer
- Helen Hunt (1963), actrice
- Tiffany Cohen (1966), zwemster
- Jack Black (1969), acteur
- Drew Barrymore (1975), actrice
- Travis Wester (1977), acteur, filmregisseur en schrijver
- Taran Killam (1982), acteur
- Celeste (1994), Brits soulzangeres
- Dee Dee Davis (1996), actrice

## Overleden in Culver City
- Jeff Chandler (1961), acteur en zanger
- Barney Bigard (1980), jazzmuzikant
- Eddie Lockjaw Davis (1986), jazzmuzikant en jazzcomponist
- Sugar Ray Robinson (1989), bokser
- Bobby Day (1990), singer en songwriter
- Edward Gates White (1992), orkestleider en muzikant
- Carroll O'Connor (2001), acteur
- Wayne Henderson (2014), jazztrombonist en muziekproducent
- Judith Love Cohen (2016), ingenieur en moeder van Jack Black
- Charles Kimbrough (2023), acteur

## Begraven in Culver City
- Marilyn Mills (1903-1956), actrice, afkomstig uit Nederland